# Josef Pfammatter
Josef Pfammatter (* 25. Oktober 1926 in Sarnen; † 22. November 2007 in Stans) war ein römisch-katholischer Theologe.

## Leben
Josef Pfammatter wuchs in Sarnen im Kanton Obwalden auf. Seine Gymnasialzeit am Kollegium Sarnen schloss er 1946 mit der Matura ab. Er studierte Theologe am Priesterseminar St. Luzi, der heutigen Theologischen Hochschule Chur. 1950 empfing er in Chur die Priesterweihe. Er war zunächst als Seelsorger in Zürich tätig. Parallel dazu studierte er Neues Testament ab 1953 an der eher reformiert ausgerichteten Theologischen Fakultät der Universität Zürich, ab 1955 am Pontificio Istituto Biblico, dem Päpstlichen Bibelinstitut in Rom, und an der École biblique et archéologique française de Jérusalem. An der Päpstlichen Universität Gregoriana in Rom wurde er 1960 mit der Arbeit «Die Kirche als Bau. Eine exegetisch-theologische Studie zur Ekklesiologie der Paulusbriefe» zum Dr. theol. promoviert. 
1959 wurde er zum  Professor für Liturgiewissenschaft an das Priesterseminar St. Luzi berufen, mit Wechsel auf die Professur für neutestamentliche Exegese wurde er auch Subregens des Priestseminars. Mit Gründung der Theologischen Hochschule Chur im Jahre 1968 wurde er Gründungsrektor (1968–1970), von 1968 bis 1980 war er zudem Regens des Priestseminars. 1994 wurde er emeritiert.

## Wirken
Pfammatter war einer der Exegeten, die nach dem Zweiten Vatikanischen Konzil im Auftrag der deutschsprachigen Bischöfe die Einheitsübersetzung der Heiligen Schrift erarbeiteten. Er war Initiator und Mitherausgeber der seit 1972 bis heute erscheinenden Theologischen Berichte, von denen bis 2012 34 Bände erschienen sind. Bekannt wurde er zudem mit seiner Kommentierung zum Brief des Paulus an die Epheser.
Er engagierte sich zusammen mit Alojzij Šuštar insbesondere in der seelsorgerischen Ausbildung sowie der kirchlichen Erwachsenenbildung.
Von 1972 bis 1975 war er Mitglied des Präsidiums der Synode 72, von 1977 bis 1990 war er Präsident des diözesanen Priesterrates sowie von 1994 bis 2001 Berater der Tagsatzung der Bündner Katholikinnen und Katholiken.